# 니시키오리촌
니시키오리촌(錦織村)은 일본 미야기현 도메군에 설치되었던 촌이다.